# 19017 Susanlederer
19017 Susanlederer è un asteroide della fascia principale. Scoperto nel 2000, presenta un'orbita caratterizzata da un semiasse maggiore pari a 2,8997133 UA e da un'eccentricità di 0,0287856, inclinata di 1,00549° rispetto all'eclittica.